# سيما ديساي
سيما ديساي (20 أغسطس 1981 - ) هي لاعبة كريكت هندية. شاركت مع منتخب الهند الوطني للكريكت. أما مع النوادي، فقد لعبت مع Jharkhand cricket team ‏.

## وصلات خارجية
- سيما ديساي على موقع إي آس بي آن كريك إنفو (الإنجليزية)